# Mareo
Mareo (alemany Enneberg, italià Marebbe) és un municipi italià, dins de la província autònoma de Tirol del Sud. És un dels municipis del vall de Gran Ega (Ladínia). L'any 2007 tenia 2.684 habitants. Consta de les fraccions de Curt (Corte), Longega, Mantena, Pieve di Marebbe, Pliscia, Rina, Al Plan (San Vigilio)Limita amb els municipis de Badia, Prags, Bruneck, Cortina d'Ampezzo (Belluno), La Val, Lüsen, St. Lorenzen, San Martin de Tor i Olang.

## Enllaços externs

Territori comunal

## Situació lingüística
| Pertinença lingüística (cens 2001) | 3,95% alemany |
| Pertinença lingüística (cens 2001) | 2,45% italià  |
| Pertinença lingüística (cens 2001) | 93,30% ladí   |

## Administració
| Període | Identitat         | Partit        |
| ------- | ----------------- | ------------- |
| 2004-   | Fortunato Ferdigg | Llista cívica |

## Galeria fotogràfica

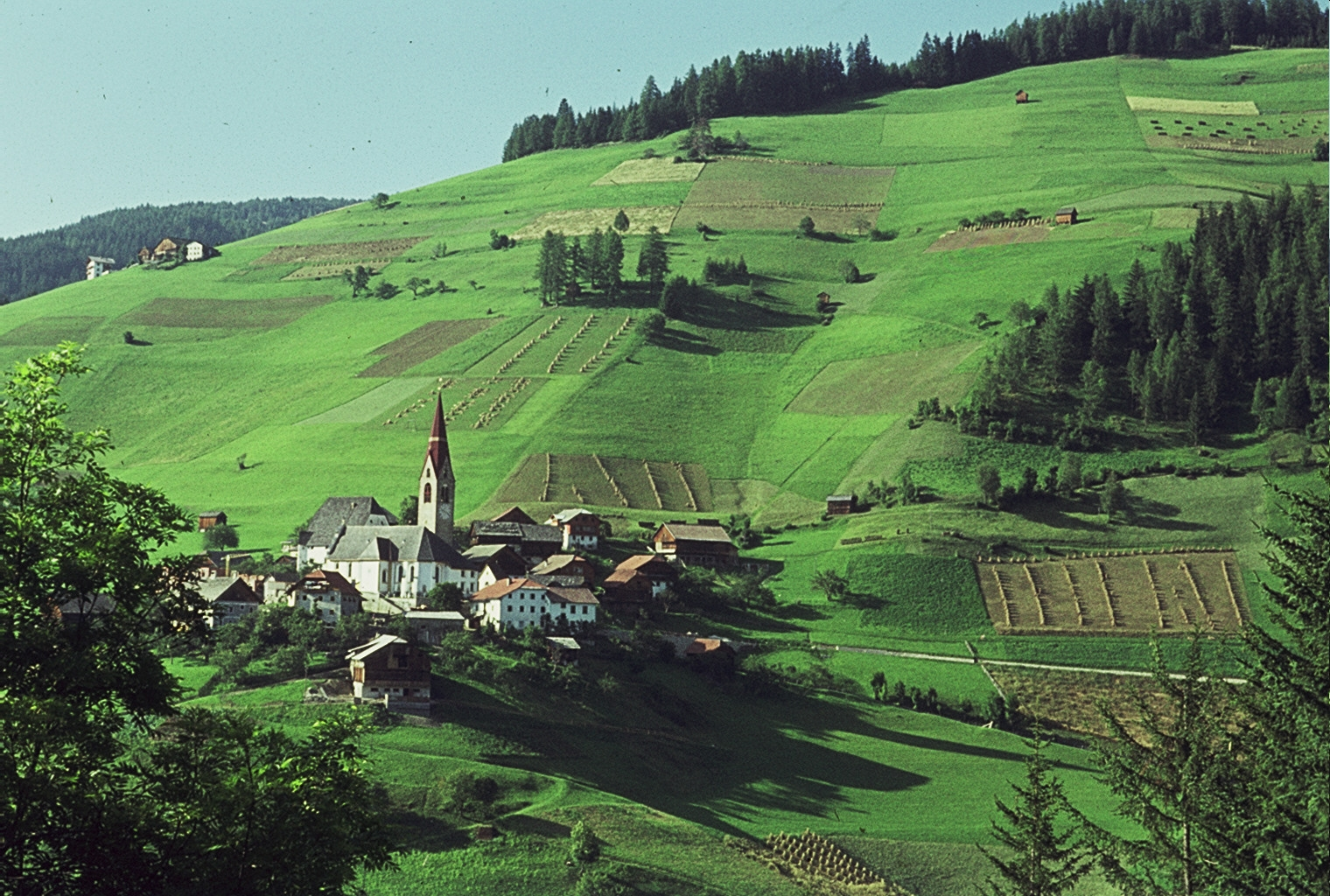
Mareo als anys setanta
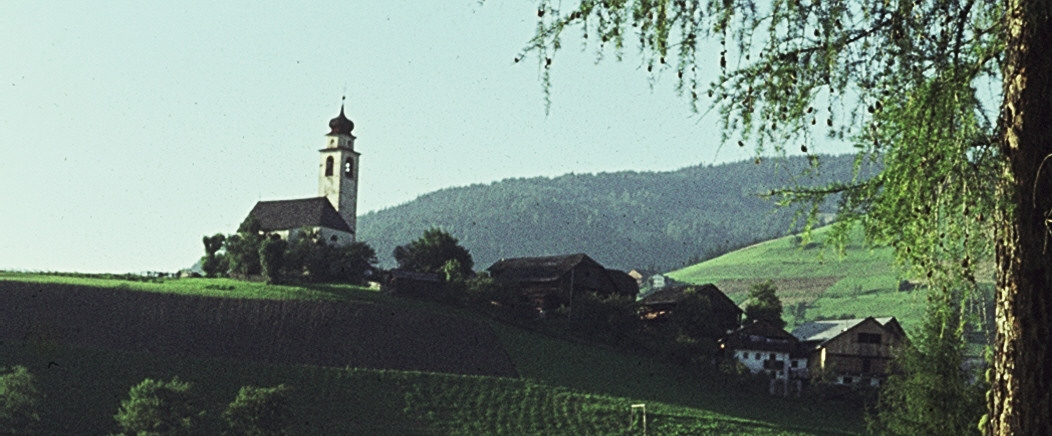
La vila de San Nicola
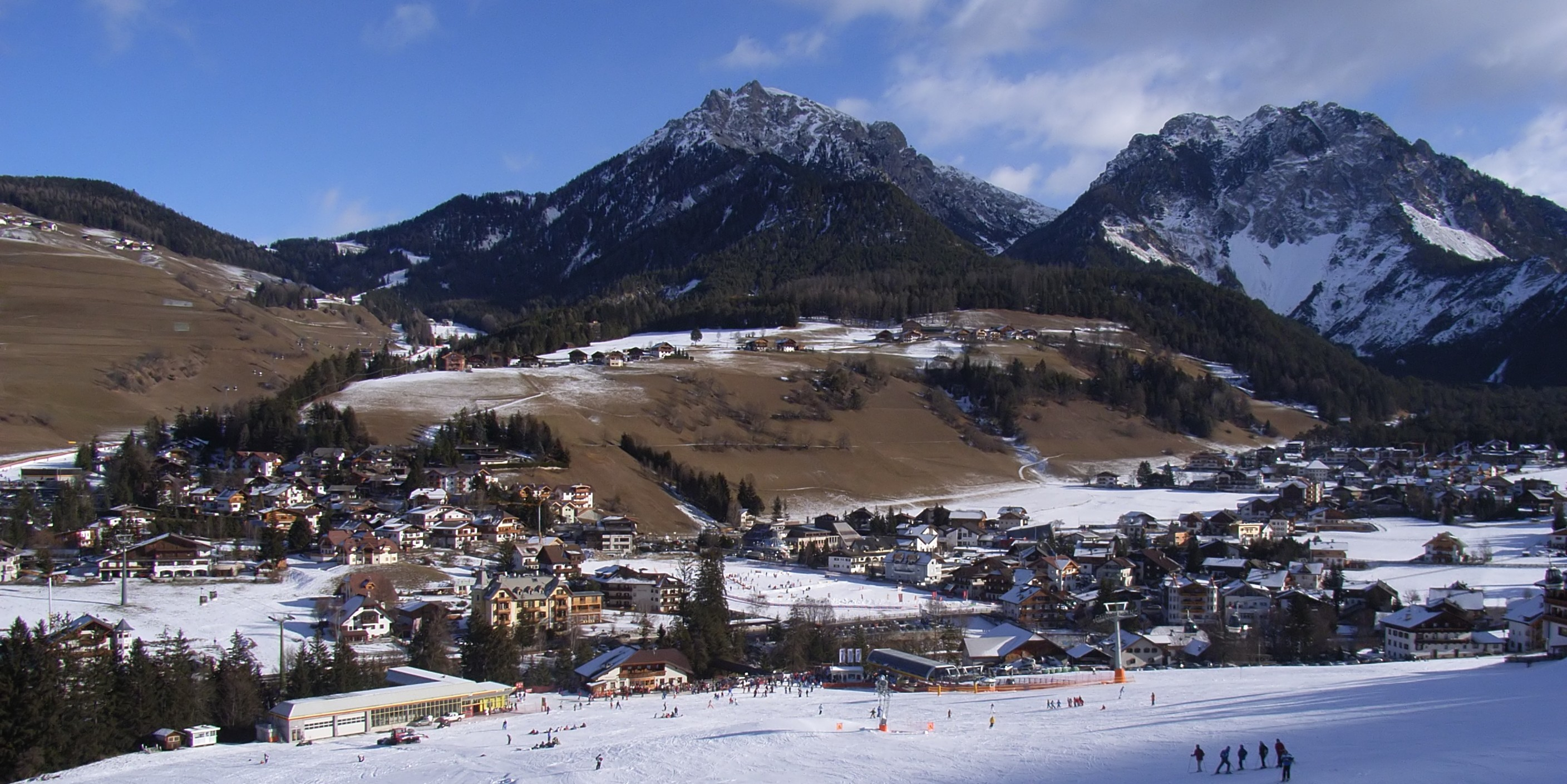
Al Plan